# Gaël Suter
Gaël Suter (Aigle, 23 de març de 1992) és un ciclista suís especialista en la pista.

## Palmarès en pista
- 2011
  -  Campió de Suïssa en Velocitat
- 2013
  -  Campió de Suïssa en Scratch
  -  Campió de Suïssa en Puntuació
- 2015
  -  Campió de Suïssa en Velocitat
- 2016
  -  Campió d'Europa en Scratch
  -  Campió de Suïssa en Òmnium

## Palmarès en ruta
- 2009
  - Vencedor d'una etapa del Tour al País de Vaud
- 2010
  - 1r al Giro del Mendrisiotto júnior